# Gabriel Belgeonne
Gabriel Belgeonne, né à Gerpinnes en Belgique en 1935, est un maître-graveur (eau-forte, bois, lithographie), peintre, auteur de cartons de tapisseries et de vitraux belge.

## Biographie
En 1963, il est diplômé de l'Académie royale des Beaux-Arts de Mons (Hainaut). Il pratique une peinture qu'il abandonne dès 1964. Il rencontre Gustave Marchoul et découvre la gravure. Son intérêt pour la trace, l'empreinte, la perte de sens des signes plastiques, l'allusif le font revenir à ses premières amours : une peinture abstraite à mi-chemin entre la matière et l'insaisissable. Dans son travail plastique il recherche des alphabets de forme sur l’espace du papier, Gabriel Belgeonne s’inscrit dans le prolongement de l’abstraction lyrique.[Interprétation personnelle ?]
En 1970, il fonde les Éditions Tandem, de livres d’artiste. De 1965 à 1970, il est membre de Cap d'Encre aux côtés de René Carcan, Francis De Bolle, Marc Laffineur, Gustave Marchoul, André Toussaint et Jules Lismonde, le secrétaire étant Philippe Roberts-Jones. Il fonde également, en 1970, "Gravures Tandem" et avec André Lamblin en 1976 la biennale internationale de gravure de Condé-Bonsecours (1976-1984).
Membre fondateur du Centre de la gravure et de l'image imprimée de la Communauté française de Belgique, il est professeur de gravure à l'Académie royale des Beaux-Arts de Mons à partir de 1976, et de 1990 à 2000 à l'ENSAV, La Cambre, Bruxelles. 
Belgeonne a reçu de nombreux prix nationaux et internationaux. Il a représenté la Belgique, en 1989, lors de la Biennale de São Paulo.
Aujourd'hui à la retraite de l'enseignement, il continue ses activités et la promotion d'autres d'artistes en étant la cheville ouvrière des éditions Tandem.[non neutre]

## Collections publiques
- La Louvière, Centre de la Gravure et de l'Image imprimée: Un ensemble de plus de 120 oeuvres y sont conservées.
- Arlon, Musée Gaspar, collection de l'Institut Archéologique du Luxembourg : eau-forte et lithographies[1].`